# Карнаущенко, Марина Николаевна
Мари́на Никола́евна Карнау́щенко (род. 2 октября 1988) — российская легкоатлетка, мастер спорта России.

## Карьера
Лёгкой атлетикой начала заниматься в 5-м классе под руководством Олега Леонидовича Яковлева.
В 2011 году Марина вместе с Еленой Мигуновой, Ксенией Усталовой и Ольгой Топильской выиграла эстафету 4×400 метров на Универсиаде. В следующем году Карнаущенко с Юлией Гущиной, Ксенией Усталовой и Александрой Федоривой стала бронзовым призёром чемпионата мира в помещении.

## Личная жизнь
Окончила Новосибирское училище олимпийского резерва и Сибирский государственный университет путей сообщения.